# Roman Kim
Roman Kim (1997) è un lottatore kirghiso, specializzato nella lotta greco romana.

## Palmarès
- Campionati asiatici

Nuova Delhi 2020: bronzo nei 130 kg.
Ulaanbaatar 2022: bronzo nei 130 kg.